# 范其光
范其光（1880年—1951年），字冰澄，江苏江宁人，中华民国政治人物、清末民初铁路工程师。

## 生平
范其光早年赴俄国留学，历任吉长铁路、开徐铁路、道清铁路工程师。此后，他担任中华民国北京政府国务院蒙藏事务局佥事、蒙藏院佥事。会议外蒙专使一等参赞。后来，他出任中华民国北京政府外交部特派黑龙江交涉员。1919年，任中国驻鄂木斯克总领事，后派署驻海参崴总领事。归国后，曾任中东铁路局理事、中东铁路管理局局长。

## 家庭
妻李国奎。女范绪箴、范绪篯，子范绪筠、范绪箕。范绪篯丈夫为物理学家谢家麟。